# 埼玉県道75号熊谷児玉線

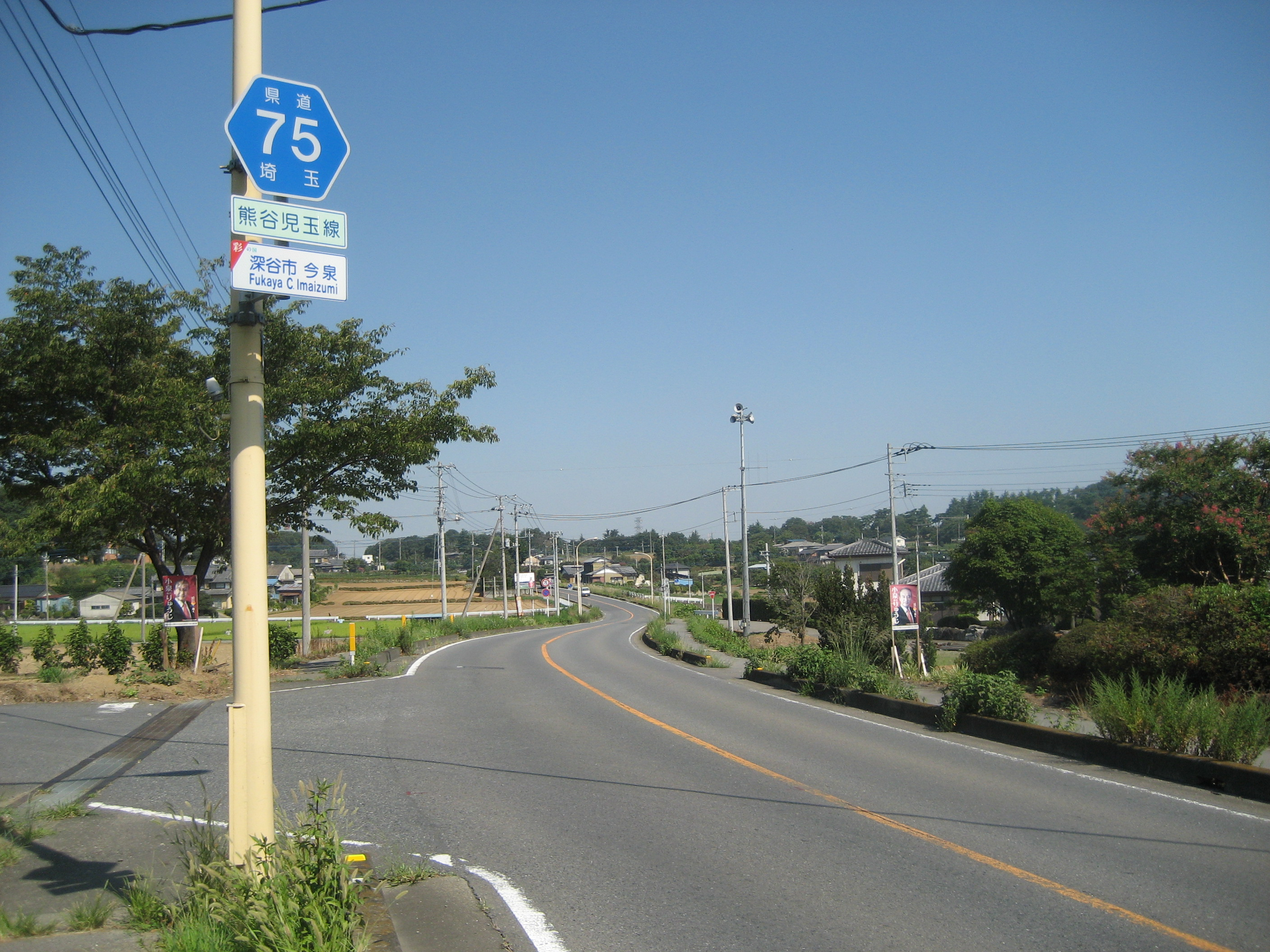
深谷市内

埼玉県道75号熊谷児玉線（さいたまけんどう75ごう くまがやこだません）は、埼玉県の熊谷市と本庄市を結ぶ県道（主要地方道）である。
かつての起点は国道140号の広瀬交差点であり、そこから狭隘路を経て、現在の御稜威ケ原地内を通らずに深谷市へ向かっていた。

## 起点、終点等
- 実延長：22,861m
- 起点：熊谷市 埼玉県道47号深谷東松山線交点（熊谷市拾六間 - 交差点名なし）
- 終点：本庄市 国道254号交点（本町交差点）
- 舗装率：100%

## 通過する自治体
- 熊谷市
- 深谷市
- 児玉郡美里町
- 本庄市

## 重複する区間
- 埼玉県道265号寄居岡部深谷線（深谷市針ヶ谷 - 本郷駐在所前交差点）
- 埼玉県道86号花園本庄線（深谷市針ヶ谷、名称なし交差点 - 本郷駐在所前交差点）
- 埼玉県道31号本庄寄居線（関交差点 - 阿那志交差点）

## かつての重複する区間
- 埼玉県道62号深谷寄居線（深谷市柏合、名称なし交差点 - 樫合自治会館前交差点）

## 交差する道路
- 埼玉県道47号深谷東松山線（熊谷市拾六間 - 交差点名なし）
- 埼玉県道69号深谷嵐山線（人見交差点）
- 埼玉県道62号深谷寄居線（樫合自治会館前交差点）
- 埼玉県道265号寄居岡部深谷線（深谷市岡部南岡 - 本郷で重複）
- 埼玉県道353号針ケ谷岡線（針ケ谷(中)交差点：同線の起点）
- 埼玉県道86号花園本庄線（深谷市針ケ谷 - 本郷で重複）
- 埼玉県道31号本庄寄居線（関交差点 - 阿那志交差点で重複）
- 国道254号（児玉バイパス：大天白交差点）
- 国道254号旧道（本町交差点）

## かつての交差する道路
- 国道140号（広瀬交差点）
- 宮塚古墳通り線（熊谷市小島 - 交差点名なし）
- 埼玉県道47号深谷東松山線（三ヶ尻交差点）
- 御稜威ヶ原通り線（（現：埼玉県道75号熊谷児玉線）熊谷市三ヶ尻 - 交差点名なし - 熊谷市御稜威ヶ原 - 交差点名なしで重複）
- 深谷東通り線（深谷市上野台 - 交差点名なし）
- 御稜威ヶ原通り線（（現：埼玉県道75号熊谷児玉線）深谷市折之口 - 交差点名なし）

にて現県道に合流するが、人見1626で分離をする。
- 埼玉県道62号深谷寄居線（深谷市柏合 - 交差点名なし - 樫合自治会館前交差点で重複）

にて現県道に合流する。

## 沿線の主な施設
- 熊谷工業団地
- 埼玉運輸支局熊谷自動車検査登録事務所
- 深谷市消防本部深谷消防署藤沢分署
- 深谷警察署人見駐在所
- 深谷人見郵便局
- 深谷市立藤沢小学校
- 深谷グリーンパーク
- 岡部針ヶ谷郵便局
- 深谷警察署本郷駐在所
- 岡部チサンカントリークラブ
- 東児玉小学校
- こだまゴルフクラブ
- 児玉駅
- 本庄市立児玉小学校